# Лазаренко Богдан Віталійович
Богдан Віталійович Лазаренко (нар. 3 березня 1995, Чернігів, Україна) — український футболіст, півзахисник.

## Життєпис
Народився в Чернігові. У ДЮФЛУ виступав за чернігівську «Юність» (2011—2012). Дорослу футбольну кар'єру розпочав 2014 року в «Поліссі» (Добрянка), яке виступало в чемпіонаті Чернігівської області. Сезон 2016 року провів у вище вказаному турнірі, захищав кольори чернігівського «Олімпа». У 2017 році приєднався до «Чернігова», у складі якого виступав в обласному чемпіонаті та аматорському чемпіонату України. Навесні-влітку 2018 року знову грав за чернігівський «Олімп».
Наприкінці травня 2019 року повернувся до «Чернігова», у складі якого виступав в обласному чемпіонаті та аматорському чемпіонату України. У професіональному футболі дебютував за «городян» 6 вересня 2020 року в переможному (2:0) виїзному поєдинку 1-го туру групи А Другої ліги України проти «Рубікона». Богдан вийшов на поле в стартовому складі та відіграв увесь матч. Першим голом за «Чернігів» відзначився 4 червня 2021 року на 63-й хвилині переможного (2:0) домашнього поєдинку 25-го туру групи А Другої ліги України проти «Чайки». Лазаренко вийшов на поле в стартовому складі, а на 87-й хвилині його замінив Денис Садовий.